# Маулен, Сырбай Ерланбекулы
Сырбай Ерланбекулы Маулен (каз. Сырбай Ерланбекұлы Мәулен; род. 26 апреля 1999, Шымкент) — казахстанский футболист, защитник клуба «SD Family».

## Клубная карьера
Футбольную карьеру начинал в 2016 году.
В 2022 году подписал контракт с клубом «Туран». 2 октября 2022 года в матче против клуба «Астана» дебютировал в казахстанской Премьер-лиге (2:2).

## Достижения
«Кыран»
- Бронзовый призёр Первой лиги Казахстана: 2018

## Клубная статистика
| Игровая карьера | Игровая карьера   | Игровая карьера | Лига | Лига | Кубок | Кубок | Межд. | Межд. | Др. | Др. |
| --------------- | ----------------- | --------------- | ---- | ---- | ----- | ----- | ----- | ----- | --- | --- |
| 2020            | Кыран             | Б               | —    | —    | —     | —     | —     | —     | —   | —   |
| 2020            | Академия Онтустик | Б               | —    | —    | —     | —     | —     | —     | —   | —   |
| 2021            | Академия Онтустик | Б               | 20   | 2    | 1     | 0     | —     | —     | —   | —   |
| 2022            | Академия Онтустик | Б               | 10   | 1    | —     | —     | —     | —     | —   | —   |
| 2022            | Туран             | А               | 1    | 0    | —     | —     | —     | —     | —   | —   |
| 2022            | Туран М           | В               | 3    | 0    | —     | —     | —     | —     | —   | —   |